# Àlvar VII del Congo
Álvaro VII Mpanzu a Mabondo, rei del regne del Congo a Mbanza Kongo (São Salvador), des de 1665 fins a 1666.
Quan es va anunciar la mort d'António I a la batalla de Mbwila (29 d'octubre de 1665), un parent del difunt sobirà, Àlvar, va ser escollit rei amb el nom d'Álvaro VII.
Instal·lat en el poder, el nou rei va enviar a Luanda (Angola), un caputxí de confiança, Fra Girolamo de Montesarchio, per fer la pau amb els portuguesos (nadal de 1665). No obstant això, el religiós va ser retingut per una rebel·lió a Mbamba i es va veure obligat a tornar a la capital al juny de 1666; entretant, el poderós comte de Soyo, Paulo da Silva, havia pres São Salvador on després de matar Àlvar VII, va proclamar nou rei Álvaro VIII. El seu fill António de Leão Mpanzu Kivangi fou breument en 1698 candidat al títol de Manikongo amb el suport de la reina Ana Afonso de Leão